# Burgruine Runding
Die Burg Runding ist die Ruine einer Höhenburg auf dem sogenannten „Schloßberg“ bei 543 m ü. NN oberhalb der Gemeinde Runding im Oberpfälzer Landkreis Cham in Bayern. Von der Höhenburg findet man heute die traurigen, aber immer noch imposanten Reste der ehemals größten Burganlage des Bayerischen Waldes mit einer überbauten Gesamtfläche von ca. 15.000 m² einschließlich der Vorburg mit Pfleghaus und Getreidekasten. Der begehbare Wall ist knapp 400 m lang. Die Anlage ist unter der Aktennummer D-3-72-155-6 als denkmalgeschütztes Baudenkmal von Runding verzeichnet. Ebenso wird sie als Bodendenkmal unter der Aktennummer D-3-6742-0040 im Bayernatlas als „archäologische Befunde des Mittelalters und der frühen Neuzeit im Bereich der Burgruine Runding“ geführt.

## Geschichte
Das Gründergeschlecht der Runtinger (Roumptinger) stand in Diensten der Markgrafen von Cham und Vohburg und wird im Jahr 1118 erstmals urkundlich erwähnt. Die Burg selbst dürfte aber schon vor 1100 von ihnen angelegt worden sein. Obgleich die Runtinger zunächst nur einfache Dienstmannen (Ministerialen) ihrer Grafen waren, verstanden sie es, ihre Herrschaft auszubauen. Bis 1413/1415 sind sie auf Runding lückenlos nachzuweisen, dann aber versiegt ihr Geschlecht – aus Mangel an Nachkommenschaft.
Heinrich Notthafft, der Vicedom (l. Verwalter) des Herzogs von Niederbayern (Straubing-Holland), verstand es, Herrschaft und Burg Runding durch Belehnung und Kauf im Jahr 1415 vollständig in seinen Besitz zu bringen. Über 400 Jahre lang – mit knapp 70-jähriger Unterbrechung durch das Geschlecht der Eyb in der Reformationszeit – bestimmte nun das hochangesehene und zeitweise sehr reiche Adelsgeschlecht der Notthafft die Geschicke der Burg und der zugehörigen Ortschaften. Die Notthafft bauten im 15./16. Jahrhundert die nüchterne Burg zu einer herrlichen „Veste“, einer weiten Schlossanlage, aus.
Unglückliche Zeiten brachten die Hussiteneinfälle um 1430 und die Wirren des Dreißigjährigen Krieges. Zweimal – 1633 und 1641 – wurden das mächtige Schloss und die umliegenden Ortschaften von den Schweden gnadenlos ausgeplündert. Der dabei erlittene Schaden belief sich auf 160.000 Gulden, eine zur damaligen Zeit ungeheure Summe.

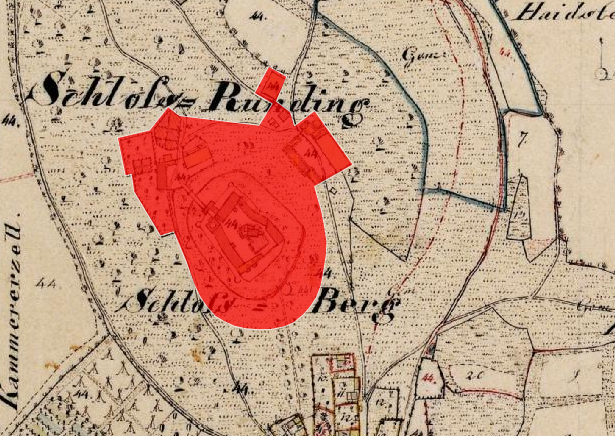
Lageplan von Burgruine Runding auf dem Urkataster von Bayern

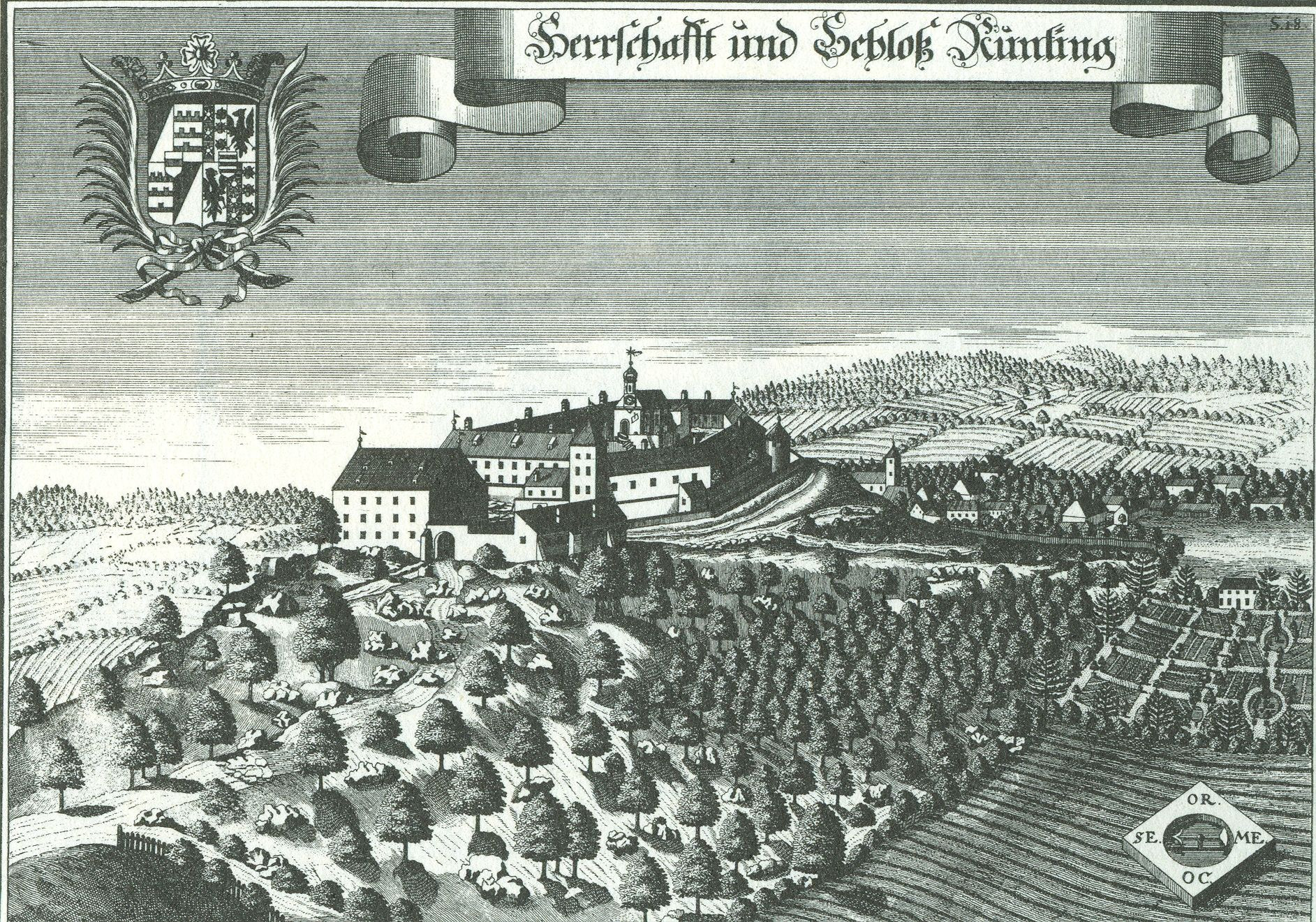
Schloss Runding nach einem Stich von Michael Wening von 1721

Schenkungen und Stiftungen sowie der allgemeine Privilegienverlust des Adels minderten immer mehr die verfügbaren Geldmittel der Notthaft. Ein Übriges taten die zahlreichen, nie zurückerstatteten Darlehen an das bayerische Herrschergeschlecht der Wittelsbacher.
Fast zwangsläufig erfolgte im Jahr 1829 der vollständige wirtschaftliche Zusammenbruch. Der Bayerische Staat musste das Schloss und die umfangreiche Herrschaft Runding für 233.000 Gulden aus den Händen der Schuldner ersteigern. Kurz darauf veräußerte er den gesamten Rundinger Besitz an den Hofbankier Jakob von Hirsch aus München. Dieser kümmerte sich nicht weiter um die Gebäude, so dass sie allmählich verfielen. 1858 verkaufte er den Schloßberg mitsamt dem arg angeschlagenen Schloss an einen Bauern aus Runding. „Da nur mehr ein paar Räume des Schlosses bewohnbar waren, und der Besitzer so wenig Miete einnahm, daß er damit nicht einmal die Haussteuer bezahlen konnte, nahm er die Dächer ab, verkaufte sie und die ungeheuren eichenen Dachbalken und granitenen Tür- und Fensterstöcke und überließ die Mauern ihrem Schicksal. Wer in Runding Bausteine nötig hatte, konnte sie vom Schloß holen“, berichtet ein Heimatforscher. Weil der Staat nicht eingriff, war das Schicksal der einst stolzen Burg endgültig besiegelt. Selbst private Wiederaufbauversuche in den 1920er-Jahren trugen eher zur Beschleunigung des Verfalls bei, als dass sie Positives bewirkten.
Wind, Wetter und der ab 1940 wild wuchernde Bewuchs zogen das Mauerwerk immer mehr in Mitleidenschaft. Dem Zerfall wurde erst ab dem Jahre 1992 durch die Erhaltungsmaßnahmen der Gemeinde Runding Einhalt geboten. Nach einem Konzept des Architekten Rosenbaum aus Amberg wurden seitdem mit Mitteln öffentlicher Zuschussgeber die vorhandenen Reste der Ruine instand gesetzt und der Nachwelt erhalten.

## Burgfreunde Runding e. V.
1996 gründete sich ein Verein Burgfreunde Runding e. V. mit dem Vorsitzenden Franz Amberger, dem Sohn des einstigen Burgbesitzers. Zum zweiten Vorsitzenden wurde der Lehrer Ludwig Biebl gewählt. Innerhalb kürzester Zeit hatte der Verein über 300 Mitglieder. Die Anstrengungen zum Erhalt der Burgreste erhielten neue Unterstützung aus der Bevölkerung. Das große Interesse zeigt sich an dem regen Besuch aus Runding, von Touristen sowie aus der gesamten Region.
Durch den Verein wurden 1997 im Ostteil der Burg die Reste von zwei Türmen freigelegt und im Auftrag der Gemeinde Runding durch eine Firma konserviert. Damit wurde der Öffentlichkeit ein weiterer dekorativer Eckpunkt der ehemals großen Burganlage erhalten.
In vier Bauabschnitten wurden die wichtigsten Mauerreste der Ruine gesichert. Für die künftigen Jahre wurde ein neues Konzept der Erhaltung und weiteren Nutzung der Ruine vom Verein, dem Architekten Rosenbaum und der Gemeinde Runding erarbeitet. Durch Freischneidungsmaßnahmen des Besitzers Josef Amberger und durch den Verein wurde auch die Fernsicht auf den Burgberg  verbessert.
1998 wurde vom genannten Verein ein Buch mit dem Titel Unter dem Dohlenturm über die Burgruine Runding herausgegeben. Neben einem Roman der Frau Karoline Wilhelmine von Künsberg (ein historischer Roman über die Burg aus dem letzten Jahrhundert) finden sich darin einige Sagen, die Geschlechter des Schlosses, eine Abhandlung über den Niedergang der Burg von Ludwig Biebl, von Franz Amberger gesammelte alte Ansichten und Bilder, eine Bibliographie vom Chamer Archivar Timo Bullemer und ein Lageplan der Burg um 1750.
1997 und 1998 wurden auf dem Burggelände ein Ritterspiel und ein Theaterstück (Parzival) unter Leitung der Schule Runding aufgeführt.
Unter Mithilfe des Vereins Burgfreunde Runding e. V. wurden weitere Teile der Anlage freigelegt und gesichert. 1999, 2000, 2002, und von 2003 bis 2011 wurden und werden im Rahmen einer Arbeitsbeschaffungsmaßnahme wissenschaftliche Grabungen unter Leitung des Mittelalterarchäologen Dr. Bernhard Ernst aus Bamberg durchgeführt. Die letzte Maßnahme mit einem Maurer und mehreren Arbeitern läuft unter der Leitung des Mittelalterarchäologen Dr. Bernhard Ernst und mit finanzieller Unterstützung des europäischen leader-Programms. Im Jahr 2010 wurde die Burgkapelle freigelegt und untersucht. Dabei wurden unter dem Altarraum im Felsen menschliche Knochen, Teile eines Unter- und Oberschenkels, gefunden. Hierbei handelt es sich vermutlich um Reliquien aus der Kapelle.
Nach Abschluss der Arbeiten wird Runding die größte flächig freigelegte Burganlage in Bayern. Bis zum Jahr 2012 wird unter Mitfinanzierung aus dem europäischen leader-Projekt ein archäologisches Freilichtmuseum mit kulturhistorischem Lehrpfad gestaltet. Aus den Funden (bisher rund 300.000 Einzelfunde) soll mittelfristig ein archäologisches Museum in der Vorburg entstehen. Hierfür wird derzeit vom Verein ein Investor gesucht. Zurzeit sind in der Alten Dorfkirche neben der Brauereigaststätte Kopp eine Auswahl an Funden präsentiert. Die Kirche ist täglich von 8 bis 20 Uhr geöffnet. Die Gemeinde ist inzwischen der Zweckvereinbarung der Museen im Landkreis Cham beigetreten. Bei der Einrichtung des Museums beraten die Fachkräfte des Landkreises Cham die Gemeinde. Das Freilichtmuseum auf der Burgruine und das archäologische Museum im Ort wären dann ein großer Anziehungspunkt für den Ort und die gesamte Region.

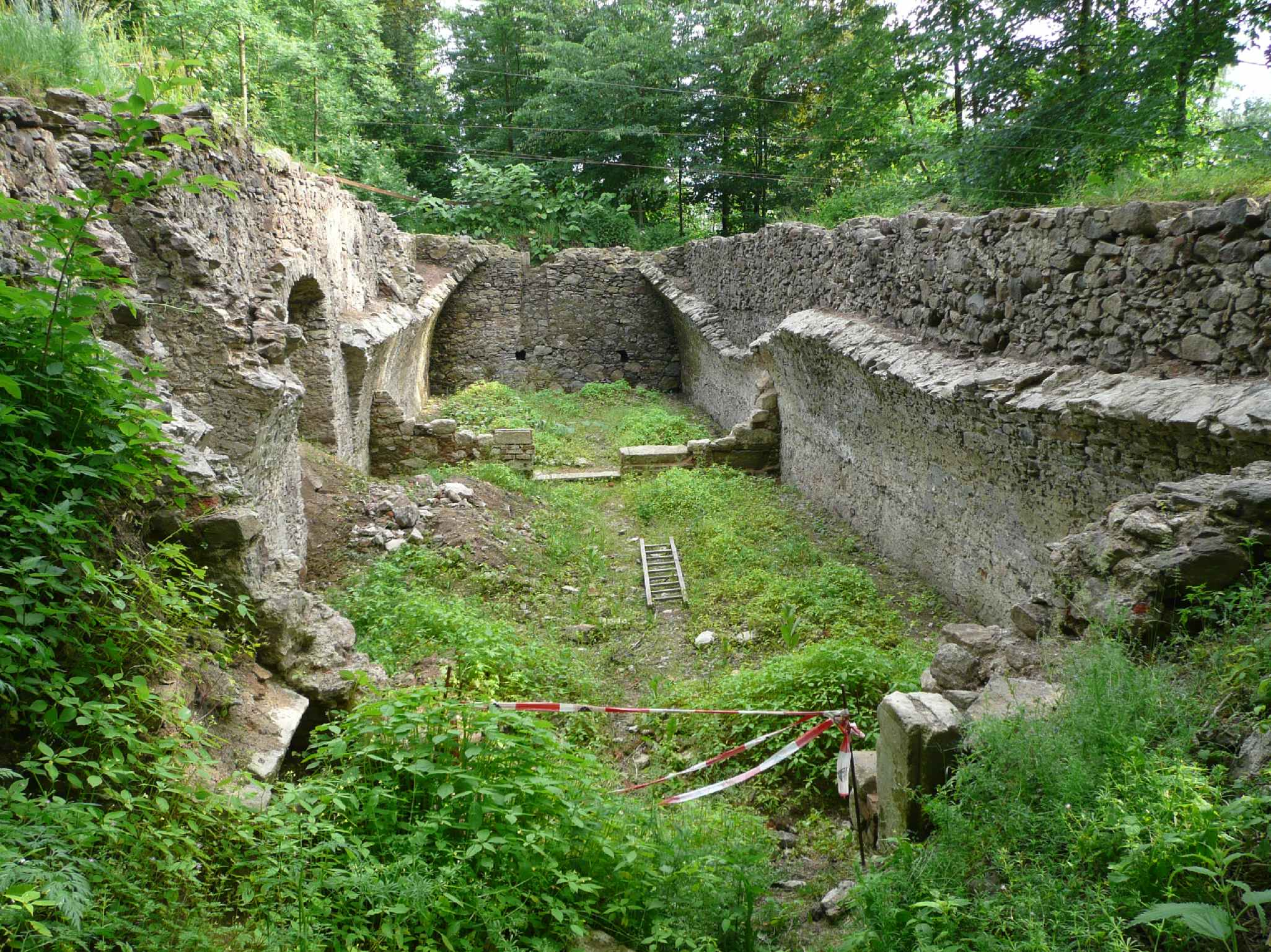
Das Kellergeschoss des Pfleghauses im Bereich der Vorburg
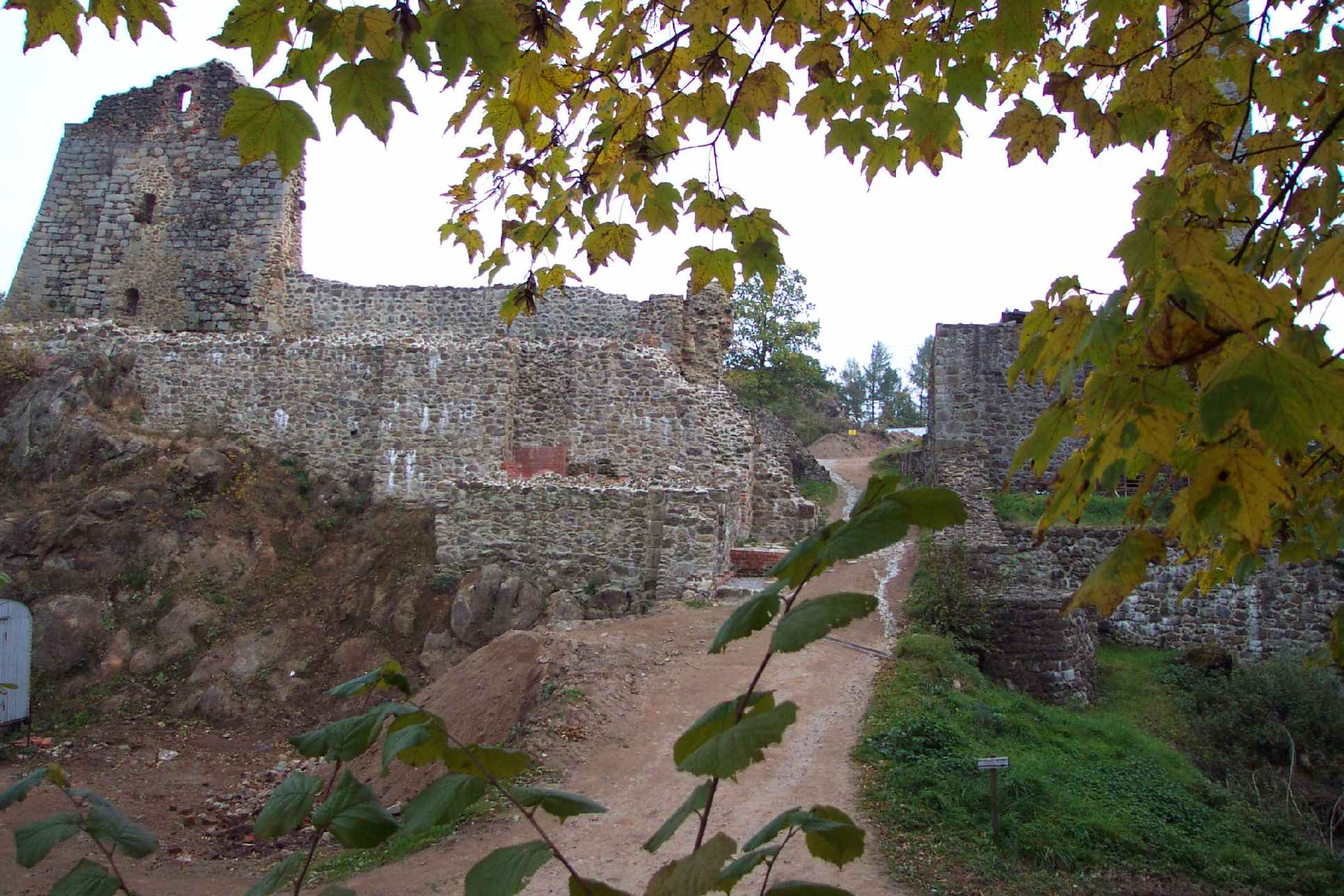
Die Reste der Toranlagen und des Palas
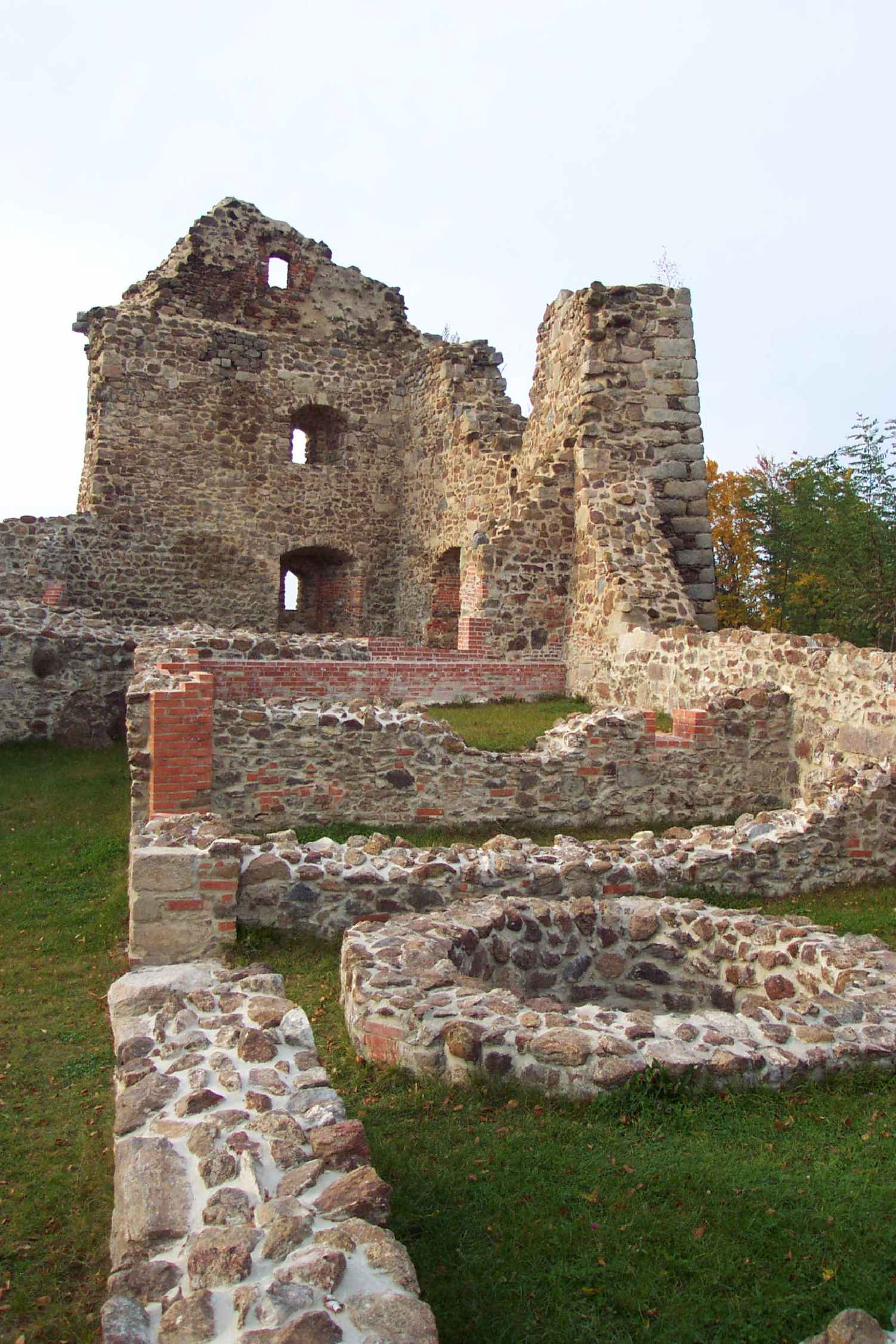
Blick über den Nordostflügel mit dem Brunnenhaus zum Palas
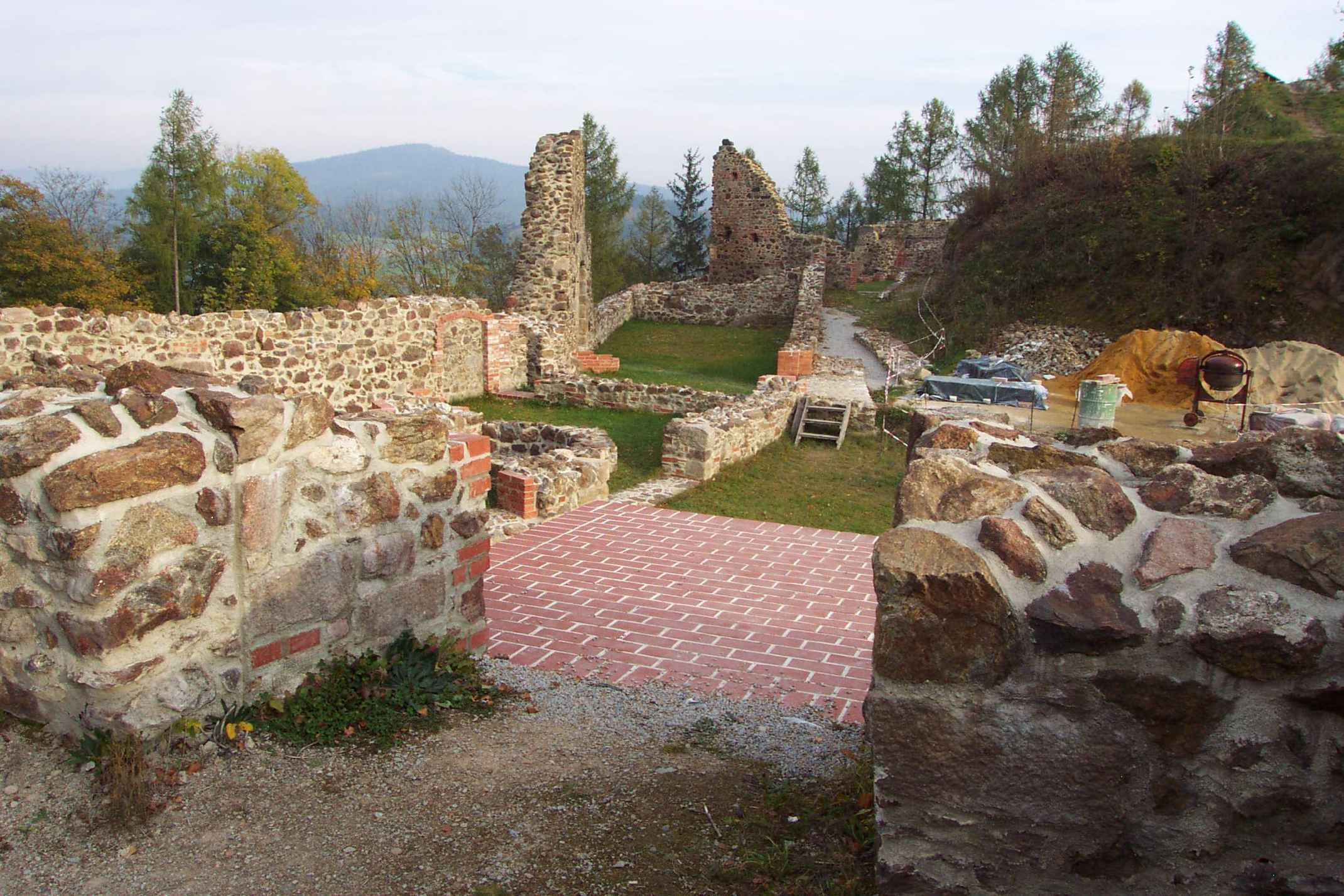
Blick vom Palas über den gesamten Nordostflügel
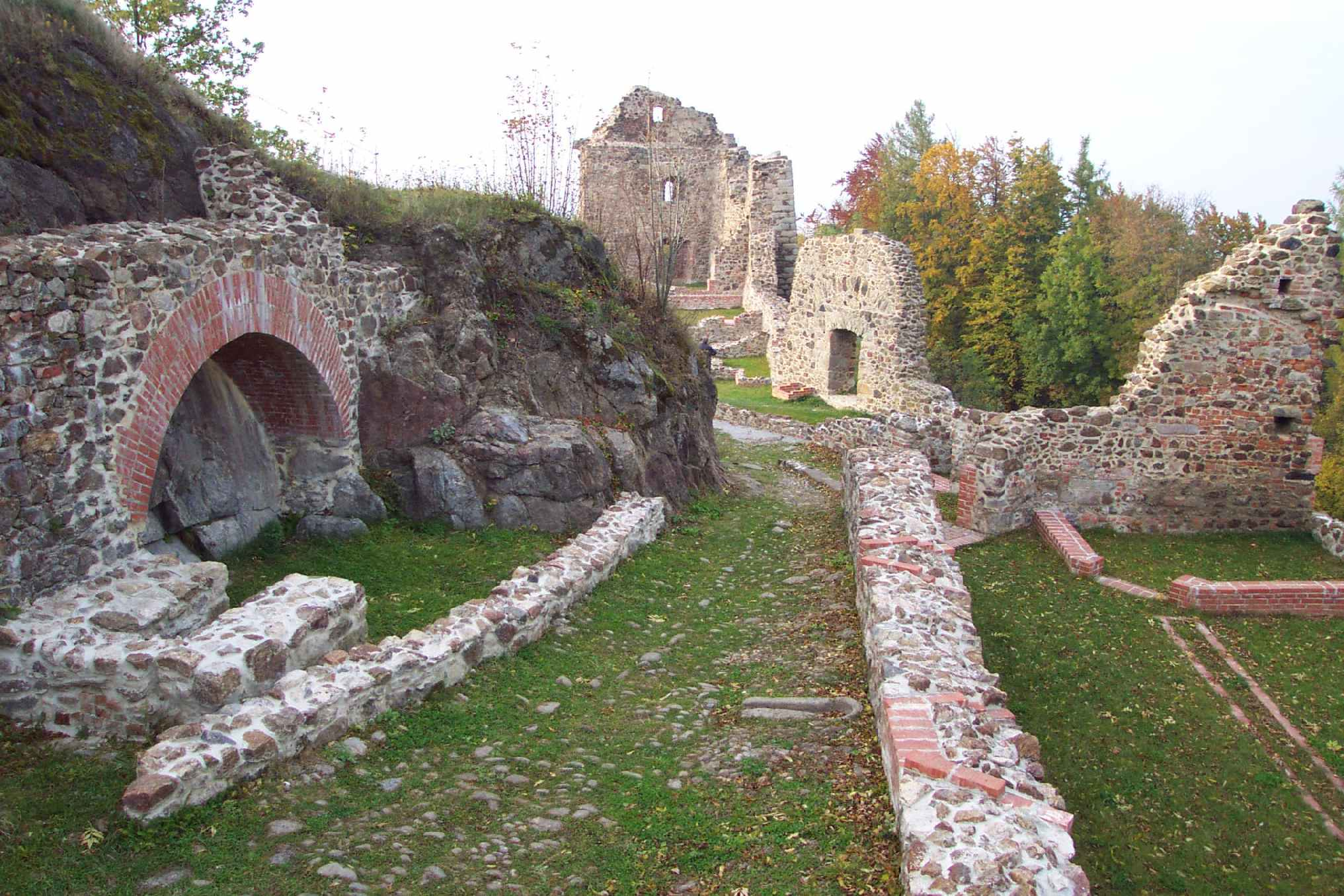
Der Pferdestall und die Schmiede auf der Nordostseite des Kapellenberges
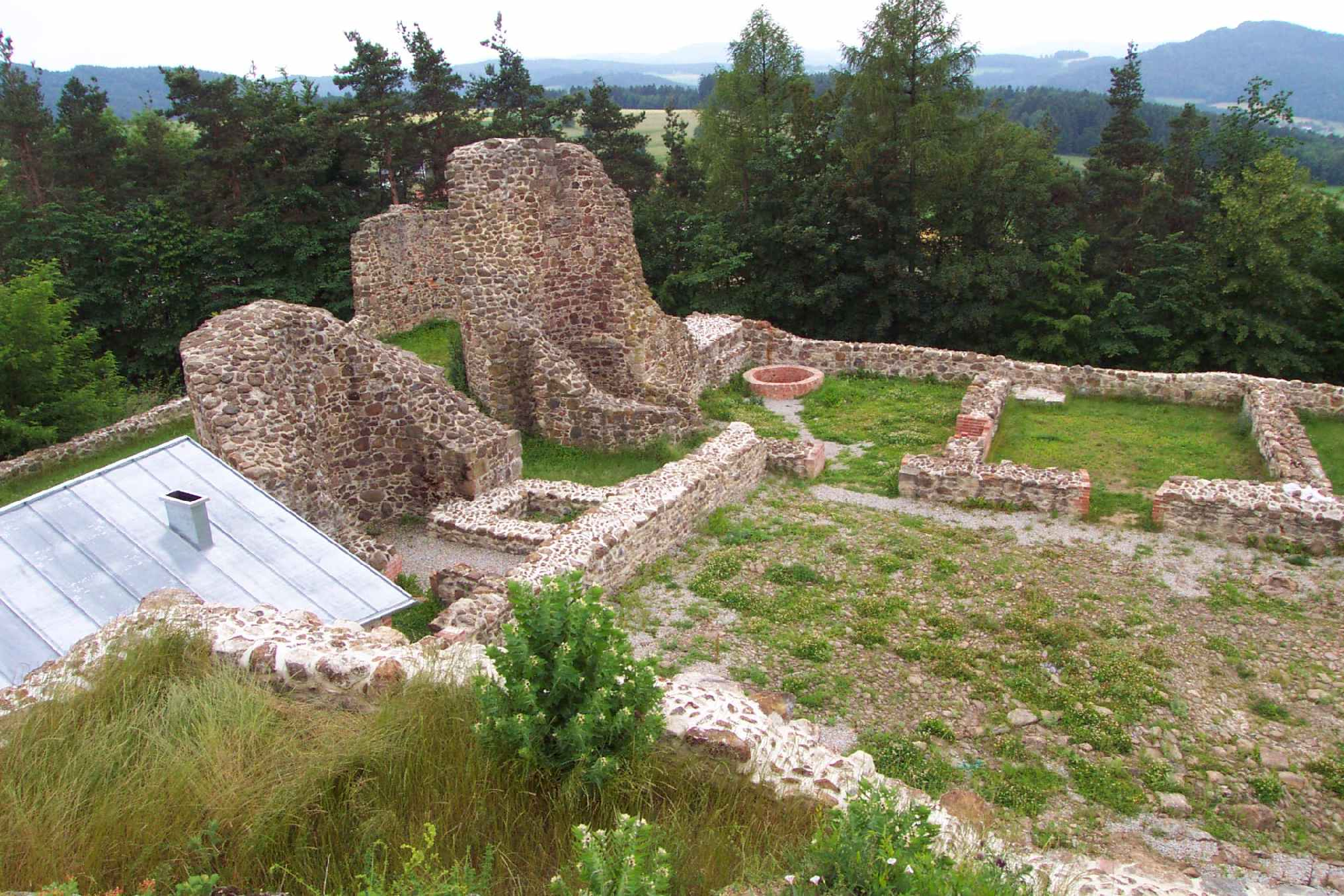
Blick vom Kapellenberg zu den beiden Halbschalentürmen in der Südecke
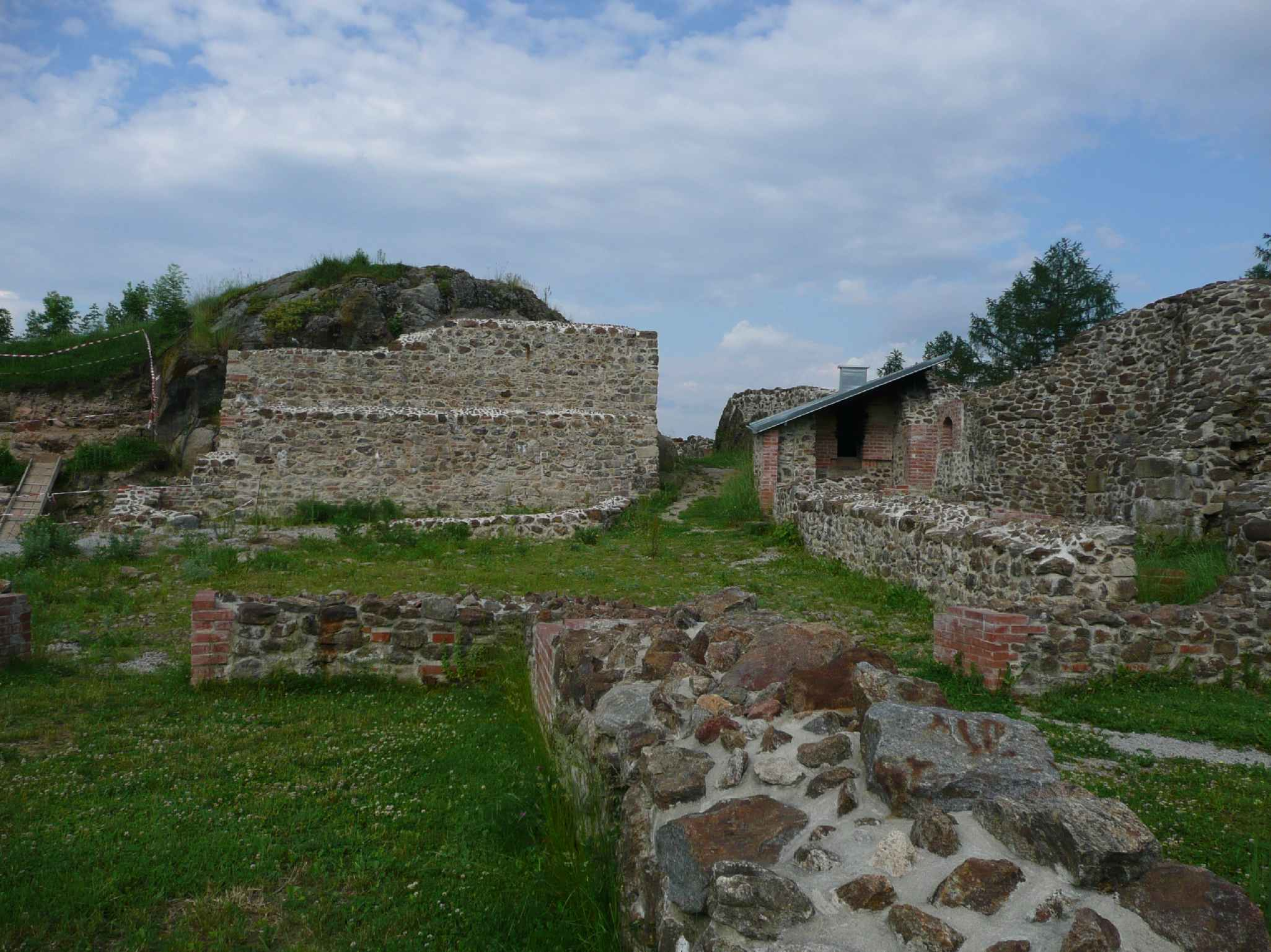
Fundamente des mittelalterlichen Wohnturmes (?) am Kapellenhügel und Backofen bei den Halbschalentürmen in der Südecke
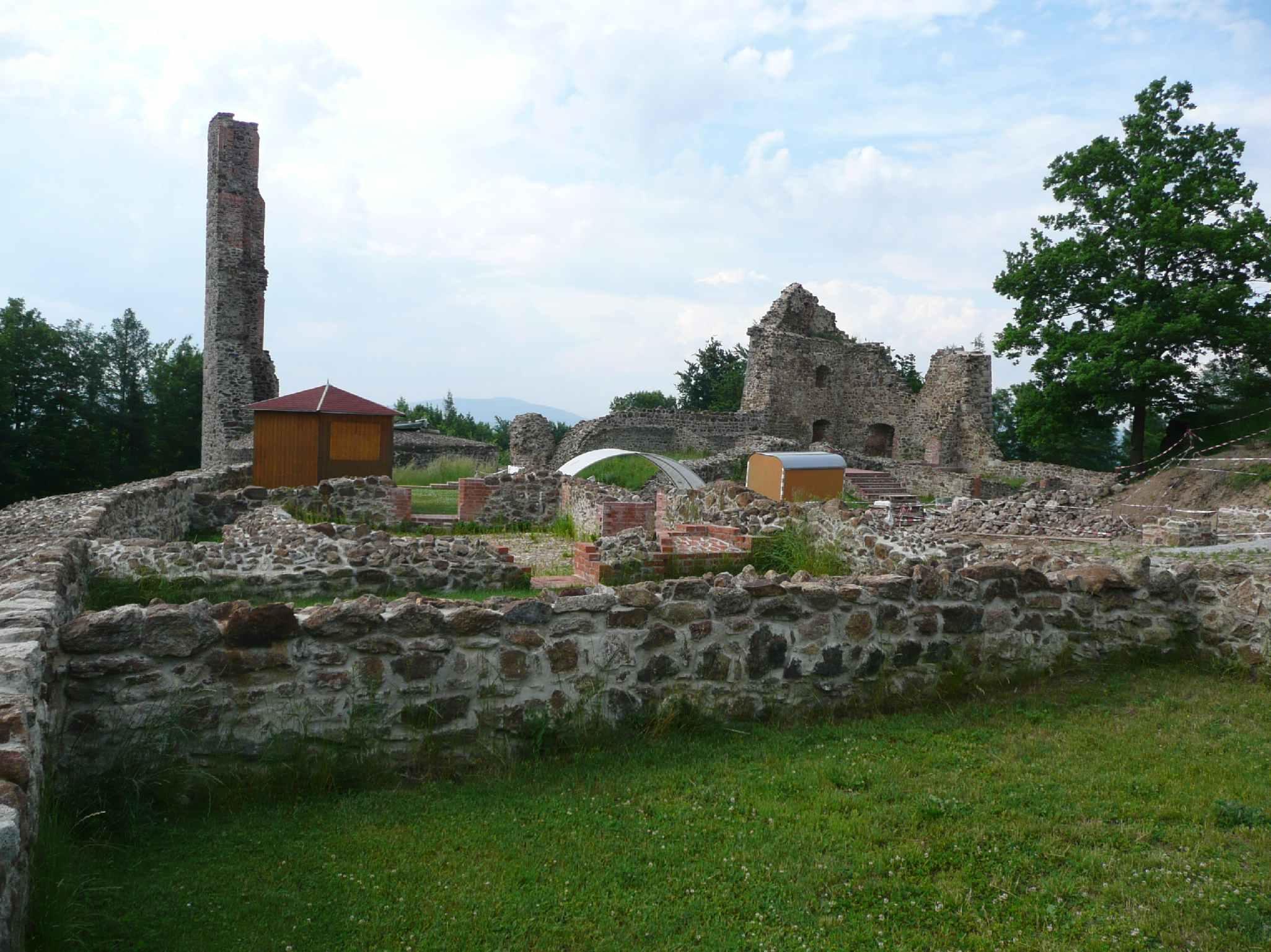
Blick über den Südwestflügel zum Rest des Bergfrieds an der Nordwestecke
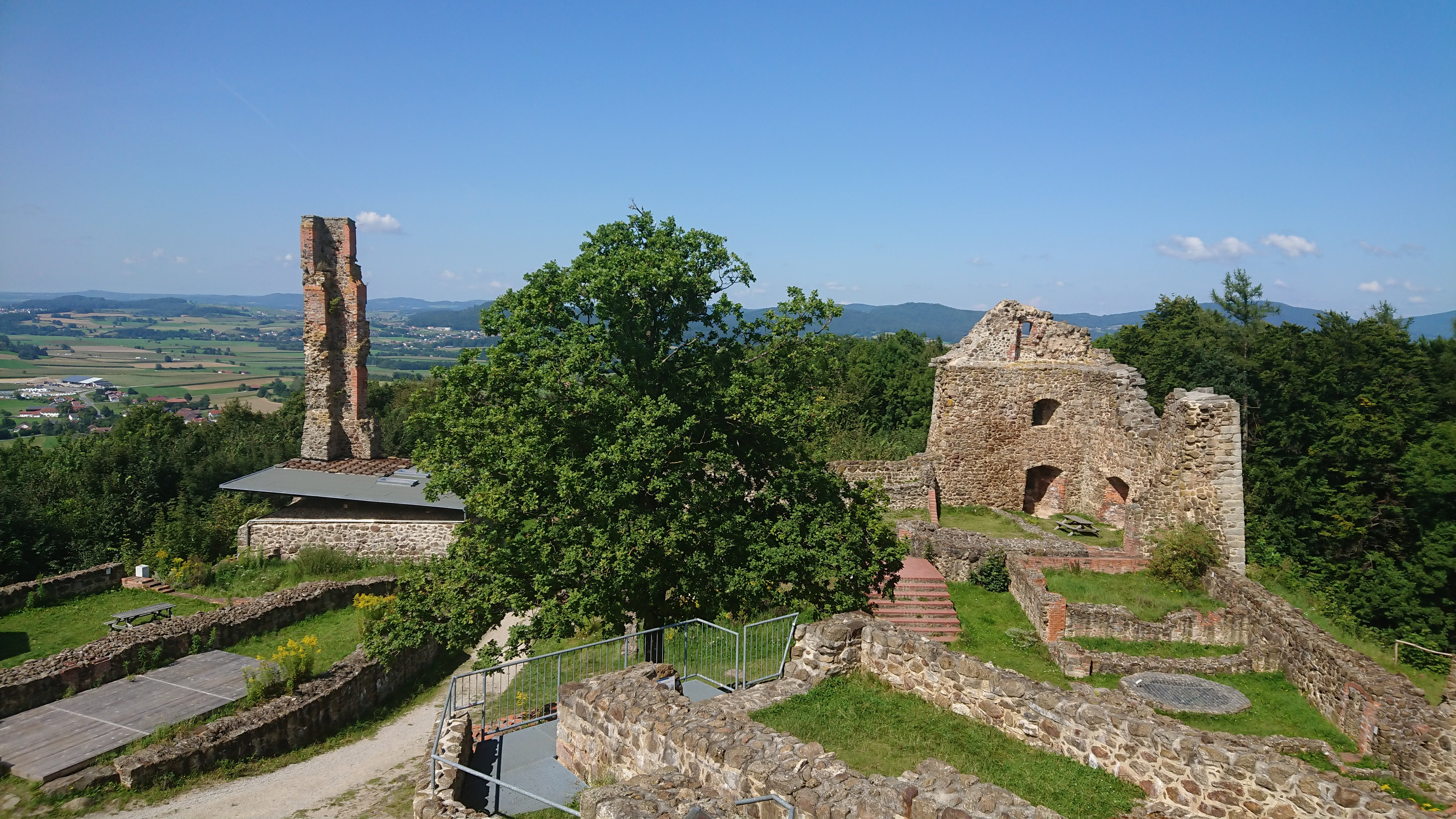
Nordblick vom Kapellenberg zu den Resten von Bergfried ("Dohlenturm") links und Pallas rechts in Richtung Regental